# Sankt Silvester
Sankt Silvester (toponimo tedesco; in francese Saint-Silvestre) è un comune svizzero di 973 abitanti del Canton Friburgo, nel distretto della Sense.

## Monumenti e luoghi d'interesse

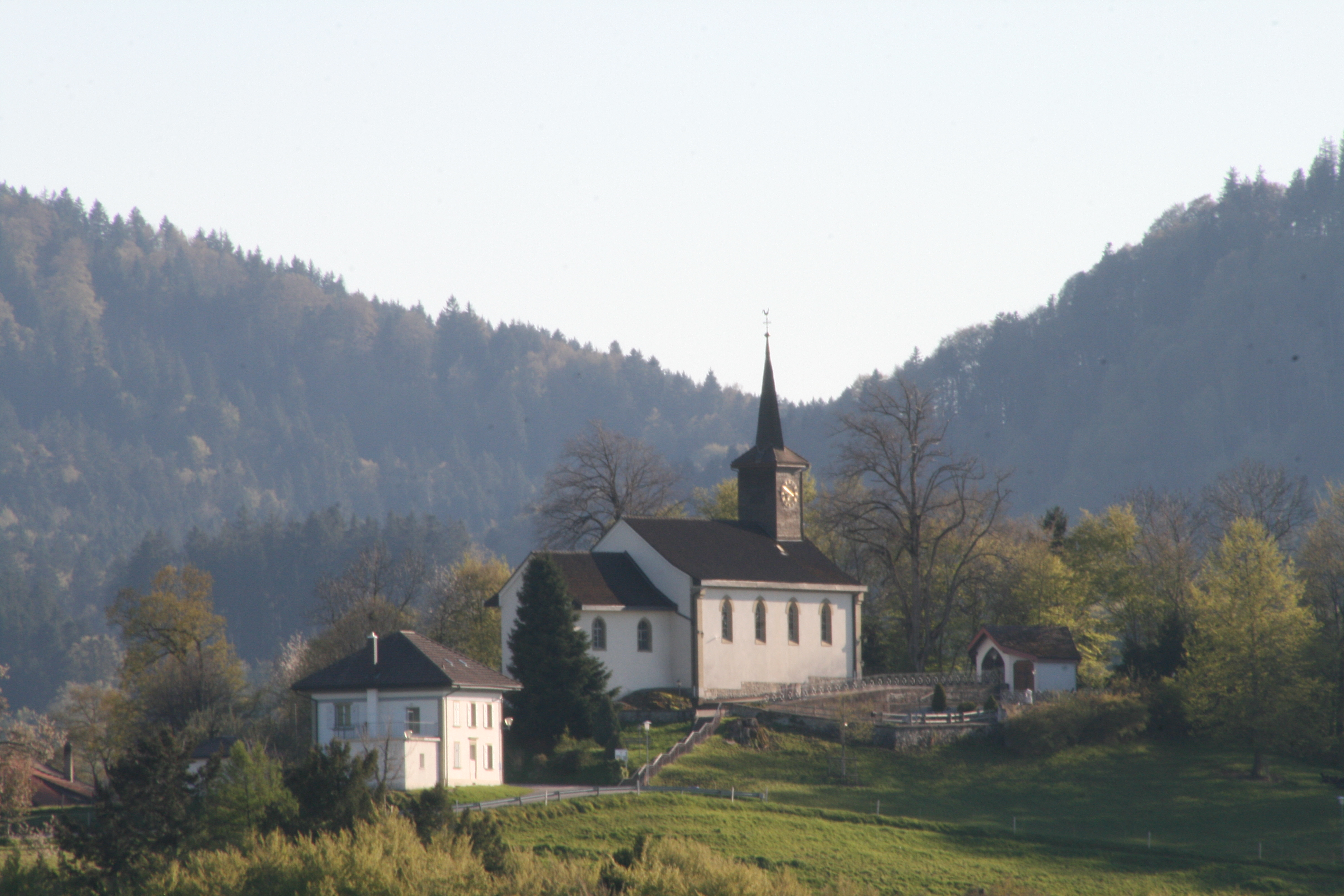
La chiesa cattolica di San Silvestro

- Chiesa cattolica di San Silvestro, eretta nel Medioevo e ricostruita nel 1488 e nel 1893[1].

## Società

### Evoluzione demografica
L'evoluzione demografica è riportata nella seguente tabella:
Abitanti censiti

## Amministrazione
Ogni famiglia originaria del luogo fa parte del comune patriziale che ha la responsabilità della manutenzione di ogni bene comune.